# Корионг
Корионг К136 је јужнокорејски вишецевни бацач ракета пројектован и произведен током 1980-тих година за потребе јужнокорејске војске. Укупно је произведено 150 примера који се налазе у саставу ове војске.

## Техничке карактеристике
Корионг користи две врсте ракета, стандардне К30 и К33, које имају повећан домет. Стандардна ракета дугачка је 2,4 m и тешка 54 kg. Ракета К33 дугачка је 2,53 m и тешка 64 kg. Ракета К30 има домет од 23 km док унапређена верзија К33 има знатно већи домет од чак 36 km. 
Овај бацач користи ракете са два типа бојевих глава, високоексплозивне конвенционалне бојеве главе и високоексплозовно парчадне бојеве главе, које садрже 16.000 челичних куглица.
Корионг може гађати појединачно, половично или целим плотуном. Гађање се може вршити из заклона са места возача или даљински из заклона који се налази на растојању од возила. Пун плотун испаљује за 20 секунди.
Бацач је смештен на KM809A1 6x6 шасији камиона. Покреће га дизел мотор, може да развије 236 коњских снага. Возило током свог кретања има погон на свим точковима и опремљено је централним системом за регулисање притиска у гумама.
Овај вишецевни бацач ракета се пуни ручно за 10 минута. Претовар ракета и пуњење лансера обично се врше далеко од позиције са које се лансирају ракете, како би се избегло контрабатирање. Пуњење и транспорт ракета обављају се помоћу возила које се налази у пратњи бацача KM813A1 6x6, возила за снабдевање, које може да носи 72 ракете.
Центар за контролу ватре налази се на 4x4 шасији. Користи се за корекцију ватре приликом гађања.

## Даљи развој
Према последњим подацима, очекује се развој новог бацача под називом „Чунмо К ”, вишецевног бацача ракета. Он ће бити смештен на 8x8 камионској шасији и два интегрисана и пуњива контејнера за смештање ракета. По концепту, сличан је америчком вишецевном бацачу ракета M270. У стању је да испаљује јужнокорејске ракете у калибру 130-mm и 230-mm, као и америчке ракете калибра 227-mm.